# IS-1
De IS-1 (Russisch: ИС-1: Jozef Stalin 1) is een Russische tank die in de Tweede Wereldoorlog werd ingezet. Het is de eerste tank in de IS-serie.
Het was zo'n goede tank dat er nog twee opvolgers kwamen: de IS-2 kwam al snel na de IS-1 en het zou ook niet lang duren voor de IS-3 kwam.